# Caseodus
Caseodus és un gènere extint dels holocèfals de l'ordre Eugeneodontiformes del Carbonífer.Tenia una longitud mitjana d'entre 1 i 1,5 m.